# Pony Springs
Pony Springs é uma comunidade não incorporada no condado de Lincoln, estado do Nevada, Estados Unidos.
A vila fica situada a  uma altitude de 1,875 m ao longo da U.S. Route 93.